# Christian Ludewig Meyer
Christian Ludewig Meyer (* vor 1662; † 1725 in Braunschweig) war ein deutscher Glocken- und Geschützgießer.

## Leben
Christian Ludewig Meyer war der älteste Sohn des 1702 von Wolfenbüttel nach Braunschweig gezogenen Glocken- und Geschützgießers Heiso Meyer. Nach dessen Tod erhielt er 1704 von Herzog Anton Ulrich das 1714 erneuerte Privileg des Vaters verliehen, die Kirchenglocken im Fürstentum Braunschweig-Wolfenbüttel allein zu gießen. Im Jahr 1711 heiratete er in Wolfenbüttel Magdalena Elisabeth Körner († 1735).
Meyer schuf rund 50 Kirchenglocken für Kirchen im Fürstentum Braunschweig-Wolfenbüttel. Auch außerhalb des Landes Braunschweig findet man signierte Glocken aus seiner Werkstatt, so in Mühlhausen/Thüringen (1701), Ballenstedt (1719) oder Quedlinburg (1708/09), wo er drei Glocken für die Marktkirche St. Benedikti goss, darunter ein 100 Zentner schweres Exemplar mit einem Durchmesser von 2,26 m. Die letzten Glocken wurden in Meyers Sterbejahr 1725 gegossen, darunter jene für die Kirchen in Klein Flöthe und Werlaburgdorf. Mit Christian Ludewig Meyers Tod endete das über drei Generationen bestehende Glockengießergeschlecht, das auf seinen Großvater Heise Meyer zurückging, der 1603 die älteste bekannte Glocke für die Kirche in Alvesse goss.
Zahlreiche der von Meyer gegossenen Kirchenglocken haben sich bis heute erhalten. Sie sind vergleichsweise schlicht gehalten, die Qualität der Herstellung verlieh ihnen jedoch eine Haltbarkeit über mehrere Jahrhunderte.

## Werke (Auswahl)
Eine Liste der von Christian Ludewig Meyer gegossenen Kirchenglocken, teilweise mit Maßen, gibt Schrader. Wenn hinter dem Ortsnamen Einzelheiten fehlen, so war die Glocke bereits 1935 nicht mehr vorhanden.
- 1704 Arholzen, Landkreis Holzminden, Durchmesser 72 cm, erhalten (1935)
- 1704 Kalme, Landkreis Wolfenbüttel, Höhe 67 cm, erhalten (1935)
- 1704 Lichtenberg, Stadtteil von Salzgitter
- 1704 Hötzum, Landkreis Wolfenbüttel
- 1705 Alversdorf, ehemaliges Dorf bei Schöningen, 1974 dem Braunkohletagebau  gewichen, Höhe 62 cm, Durchmesser 67 cm, erhalten (1935)
- 1705 Stadtoldendorf, Landkreis Holzminden, Durchmesser 113 cm, erhalten (1935)
- 1705 Süpplingen, Landkreis Helmstedt, Höhe 85 cm, Durchmesser 109 cm, erhalten (1935)
- 1706 Kloster Amelungsborn
- 1707 Rottorf, Ortsteil von Königslutter am Elm, Höhe 55 cm, Durchmesser 59 cm, erhalten (2020)[2]
- 1707 Immendorf, Stadtteil von Salzgitter, Höhe 72 cm, erhalten (2020)
- 1707 Woltorf, Stadtteil von Peine, erhalten (2022)
- 1708 St. Stephani in Helmstedt
- 1708 St. Andreas in Seesen
- 1708 Groß Brunsrode, Landkreis Helmstedt
- 1709 Heckenbeck, Landkreis Northeim
- 1709 Bettmar, Höhe 123 cm, Durchmesser 123 cm, erhalten (1935)
- 1710 Büddenstedt, Landkreis Helmstedt
- 1710 St. Martin in Dannhausen, Landkreis Northeim, Höhe 45 cm, Durchmesser 59 cm, erhalten (1935)
- 1710 Holenberg, Landkreis Holzminden, erhalten (2020)
- 1711 Stiftskirche in Bad Gandersheim, Durchmesser 117 cm, erhalten (1935)
- 1711 Vallstedt, Landkreis Peine
- 1711 Bornhausen, Ortsteil der Stadt Seesen
- 1712 St. Johannes in Ildehausen, Landkreis Goslar, Höhe 73 cm, Durchmesser 96 cm, erhalten (1935)
- 1712 Büddenstedt (vgl. 1710), erhalten (1935)
- 1713 Lauingen, Landkreis Helmstedt
- 1713 Dettum, Landkreis Wolfenbüttel, Höhe 82 cm, erhalten (1935)
- 1714 Dettum, Höhe 100 cm, erhalten (1935)
- 1714 Lichtenberg (vgl. 1704)
- 1714 St. Nicolai in Braunschweig, zwei Glocken, 1935 noch erhalten, 1944 kriegsbedingt zerstört
- 1714 Stiddien, Stadt Braunschweig, Höhe 55 cm, erhalten (1935)
- 1714 Marienkirche in Wendeburg, Landkreis Peine, Höhe 102 cm, Durchmesser 105 cm, erhalten (2020)
- 1714 Epiphaniaskirche in Destedt, Landkreis Wolfenbüttel, Durchmesser 77 cm, erhalten (2020)[3]
- 1714 Epiphaniaskirche in Destedt, Durchmesser 53 cm, erhalten (2020)
- 1716 Hedeper, Landkreis Wolfenbüttel, erhalten (1935)
- 1716 St. Vincenz in Schöningen, Höhe 153 cm, Durchmesser 165 cm, erhalten (2020)
- 1717 Grave, Landkreis Holzminden, Höhe 68 cm, Durchmesser 81 cm, erhalten (1935)
- 1717 Stiftskirche in Königslutter, Höhe 110 cm, Durchmesser 135 cm, erhalten (1935)
- 1717 Hemkenrode, Landkreis Wolfenbüttel, Höhe 60 cm, Durchmesser 60 cm, erhalten (2020)
- 1717 Hehlen, Landkreis Holzminden, Höhe 74 cm, Durchmesser 93 cm, erhalten (1935)
- 1719 St. Petri in Börnecke, Landkreis Harz, Höhe 50 cm, Durchmesser 64 cm, erhalten (1935)
- 1719 Andreaskirche in Braunschweig, 1944 zerstört
- 1720 Lesse, Stadtteil von Salzgitter, Durchmesser 145 cm, erhalten (1935)
- 1720 Leinde, Stadtteil von Wolfenbüttel, Höhe 91 cm, Durchmesser 91 cm, erhalten (1935)
- 1720 Leinde, Stadtteil von Wolfenbüttel, Höhe 55 cm, Durchmesser 60 cm, erhalten (1935)
- 1720 Warberg, Landkreis Helmstedt
- 1722 Vechelde, Landkreis Peine, Höhe 62 cm, Durchmesser 68 cm, erhalten (1935)
- 1722 Wendeburg (vgl. 1714), Landkreis Peine, Höhe 110 cm, Durchmesser 116 cm, erhalten (1935)
- 1722 Eschershausen, Landkreis Holzminden
- 1722 Kloster Amelungsborn (vgl. 1706), zwei Glocken
- 1723 Sauingen, Stadtteil von Salzgitter, Höhe 78 cm, Durchmesser 83 cm, erhalten (1935)
- 1723 Hahausen, Landkreis Goslar
- 1724 Minsleben, Landkreis Harz, Durchmesser 91,5 cm, erhalten (2020)